# Nicotiana sect. Tomentosae
Nicotiana sect. Tomentosae ist eine Sektion der Gattung Tabak (Nicotiana). Zu ihr werden fünf Arten gezählt.

## Beschreibung
Die Arten der Sektion Tomentosae sind kräftige Sträucher oder kleine Bäume mit weichem Holz. Die Laubblätter sind groß, geflügelt-gestielt, dicht behaart und meistens etwas klebrig.
Die Blüten öffnen sich am Tag oder teilweise in der Nacht, sie verblühen nicht mit der Morgendämmerung. Die Krone ist zygomorph, glocken-stieltellerförmig und rot oder rosa bis schmutzig-weiß gefärbt. Die Kronröhre ist gebogen, die Kronzipfel sind spitz oder leicht gebogen. 
Die Chromosomenzahl beträgt n=12.

## Verbreitung
Die Arten sind in den Anden von Peru bis nach Argentinien verbreitet.

## Systematik
Zur Sektion Tomentosae werden folgende Arten gezählt: 
- Nicotiana kawakamii Y. Ohashi
- Nicotiana otophora Griseb.
- Nicotiana setchellii Goodsp.
- Nicotiana tomentosa Ruiz & Pav.
- Nicotiana tomentosiformis Goodsp.

## Nachweise
- Sandra Knapp, Mark W. Chase und James J. Clarkson: Nomenclatural changes and a new sectional classification in Nicotiana (Solanaceae). In: Taxon, Band 53, Nummer 1, Februar 2004. S. 73–82.